# Jhim van Bemmel
Jhim Jan Gerardus van Bemmel (Boskoop, 15 november 1959) is een Nederlands politicus en ondernemer. Hij was sinds 17 juni 2010 namens de Partij voor de Vrijheid (PVV) lid van de Tweede Kamer der Staten-Generaal. Op 6 juli 2012, na de verkiezingen van dat jaar, verliet Van Bemmel de Tweede Kamer.

## Biografie
Na aanvankelijk 2 jaar te hebben gestudeerd op de Stichting Opleiding Leraren (SOL) te Utrecht (Engels en geografie) belandde Van Bemmel in de muziekbranche, waar hij jarenlang actief was. In de jaren tachtig was hij werkzaam als productiespecialist bij de Nederlandse importeur van onder meer de Fairlight CMI.
Dit specialisme zorgde ervoor dat Van Bemmel onder meer betrokken was bij Rockschool dat gepresenteerd werd door Margriet Eshuijs. Vanaf 1989 was Van Bemmel importeur van het Amerikaanse merk Ensoniq. Zijn bedrijvengroep werd later uitgebreid met een aantal detailhandels.

### Ondernemer
Hij was mede-eigenaar van New Tech Partners. Het bedrijf ging failliet, waarop Van Bemmel door de curator van wanbeleid en/of faillissementsfraude werd beschuldigd. Deze curator had aanvankelijk geen onrechtmatigheden geconstateerd, zoals deze zelf vermeldt in zijn faillissementsverslag. In november 2010 werd de curator vervangen en Van Bemmel trof uiteindelijk met de laatste een schikking.
In 2006 werd Van Bemmel veroordeeld tot een boete van 500 euro wegens valsheid in geschrifte. Omdat Van Bemmel dit feit steeds had verzwegen, werd hij in november 2010 voor zes weken geschorst als Kamerlid voor de PVV. Ook werd hem het woordvoerderschap op het gebied van rijksuitgaven ontnomen.
Van Bemmel was in juni 2011, samen met Martijn van Dam (PvdA) de initiatiefnemer van het cookie-amendement (in de volksmond de Cookiewet) waarmee ondubbelzinnige toestemming nodig werd voor het plaatsen van third-party-cookies op de computers van burgers.
In december 2011 vond een NMA-inval bij de telecombedrijven plaats naar aanleiding van zijn onderzoek.
In 2012 werd een initiatiefwet brandstofprijzen verwacht die hij samen met Sharon Dijksma (PvdA) voorbereidde. De wet zou voor meer concurrentie in de benzinemarkt moeten zorgen.

### Tweede Kamerlid
Van Bemmel was in de Tweede Kamer vooral actief op het gebied van de post- en telecommunicatiemarkt, aanbesteding en concurrentievermogen. Verder was hij woordvoerder op het gebied van windmolens en ruimtelijke ordening. Tevens was Van Bemmel coördinator voor de PVV Gelderland.
Van Bemmel was woordvoerder economische zaken waarbij hij zich vooral richtte op consumentenbelangen. Zo nam de regering zijn voorstel over om 0900-nummers goedkoper te maken.
In november 2011 werd een motie van Van Bemmel aangenomen die regelde dat recreatieondernemers dezelfde rechten kregen qua uitbreiding van hun bedrijf als agrariërs.
Van Bemmel was ook lid van de Parlementaire commissie Onderzoek en Innovatie Spoor als ondervoorzitter. Deze commissie deed in 2011 en 2012 een parlementair onderzoek naar de staat van onderhoud en het beveiligingssysteem van het Nederlandse spoor.
Op 6 juli 2012 stapte Van Bemmel uit de Kamerfractie van de PVV, nadat partijleider Geert Wilders de kandidatenlijst voor de Tweede Kamerverkiezingen van dat jaar had vastgesteld, en Van Bemmel daar niet op bleek te staan. "Twee jaar hard werken in de Tweede Kamer niet voldoende gewaardeerd door PVV", aldus Van Bemmel. Hij schreef een boek over zijn ervaringen, dat eind oktober 2012 verscheen onder de titel Wilders ring van discipelen, angst en wantrouwen als bouwstenen van een politieke partij. Van Bemmel stelde onder andere dat Geert Wilders in het voorjaar van 2012 het Catshuisoverleg liet stuklopen om Hero Brinkman een hak te kunnen zetten.
Op 20 september 2013 maakte Van Bemmel via Twitter bekend dat hij gesolliciteerd heeft op de vacature voor burgemeester van Utrecht.